# Björklidens gårdsmuseum
Björklidens gårdsmuseum är beläget vid Åsättra på norra Ljusterö, Stockholms skärgård. Museet består av två avdelningar, gårdsmuseet som visar ett självförsörjande skärgårdshem i början av 1900-talet med föremål från den familj som 1943 flyttade från en liten isolerad ö mellan Ljusterö och Ingmarsö till det som idag är museum.
Den teletekniska delen visar telefonväxlar från tidigt 1900-tal till de mer "moderna" från 80-talet. Merparten av växlarna är i funktion, så att man kan provringa och se vad som händer. Där finns även en handfull datorer och en fungerande biograf med teknik från 1940- och 1950-talen.